# Rosenklassen
Seit den Anfängen der Rosenzüchtung im 18. Jahrhundert bis heute sind weltweit über 30.000 Rosensorten entstanden. Sie werden gärtnerisch verschiedenen Rosenklassen zugeordnet, die in Gruppen zusammengefasst werden können. Bei den Rosenklassen handelt es sich nicht um eine Klasse oder ein anderes Taxon im Sinne der biologischen Systematik, der Begriff ist daher auch nicht in der Systematik des Pflanzenreichs zu finden. Es gibt bisher keine international bindende Vorschrift über die Klassifizierung und demzufolge sind in verschiedenen Ländern unterschiedliche Einteilungen üblich.
Ganz grob kann man die Rosen in Wildrosen und die züchterisch selektierten Kulturrosen (Gartenrosen) einteilen, die Gartenrosen wiederum in Alte Rosen und Moderne Rosen.
Eine weitere Möglichkeit, Rosen in Gruppen einzuteilen, orientiert sich an der Wuchsform und der Verwendung. So können z. B. Strauchrosen, Beetrosen und Kletterrosen unterschieden werden.

## Wildrosen
In der großen Gruppe der Wildrosen fassen Gärtner alle botanischen Rosenarten zusammen. Üblicherweise sind Wildrosen genetisch sehr variabel und kreuzen sich auch artübergreifend. Deshalb gibt es viele Unterarten, Varietäten und Formen. Viele Wildrosen werden in Gärten und Parks kultiviert und sind Ausgangspunkt für die Züchtung von Gartenrosen.

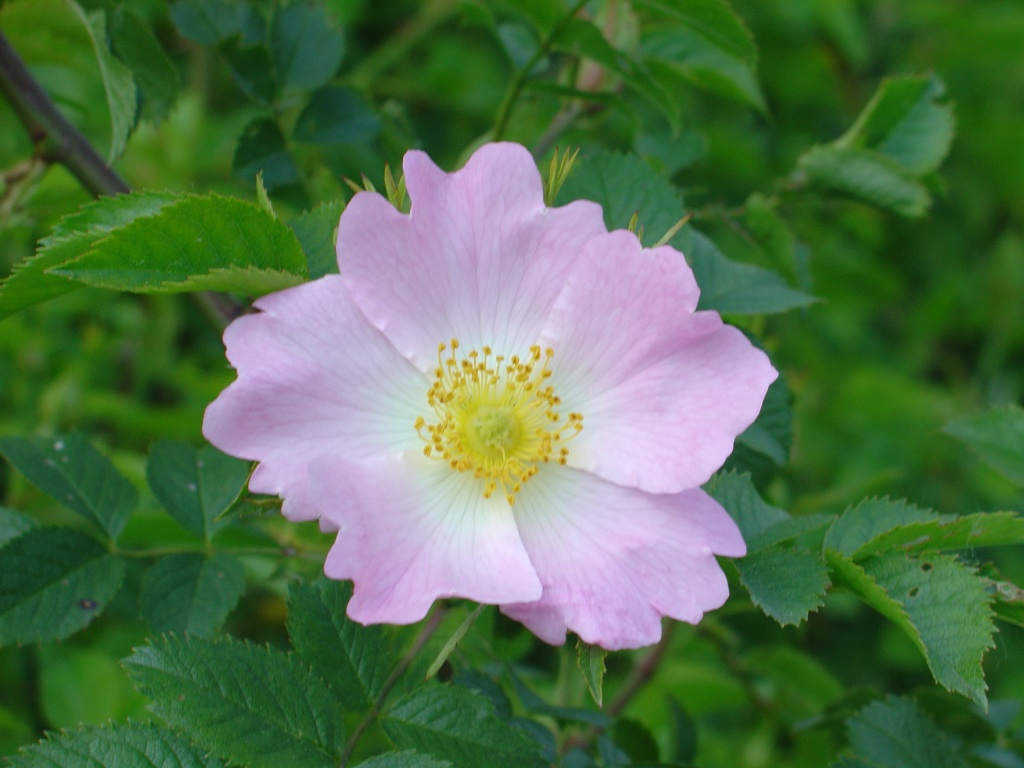
Wilde Rose

## Gartenrosen
Die Gartenrosen unterteilt man in zwei große Gruppen: Alte Rosen (auch „antike“ oder „historische Rosen“ genannt) sind Rosenklassen, die vor 1867 kultiviert wurden. Moderne Rosen sind Rosenklassen, die seit Einführung der Teehybriden ab 1867 entstanden sind.

### Alte Rosen
- Alba-Rosen
- Bourbon-Rosen
- China-Rosen
- Damaszener-Rosen
- Gallica-Rosen
- Noisette-Rosen
- Portland-Rosen
- Remontant-Rosen
- Teerosen
- Zentifolien, mit ihrer Untergruppe der Moosrosen

Zweckmäßig ist  die Einteilung der Alten Rosen in zwei Gruppen (nach David Austin, Alte Rosen & Englische Rosen, Köln 1993):
- Alte europäische Rosen: Alba-Rosen, Gallica-Rosen, Damascena-Rosen, Zentifolien und Moosrosen
- Alte Rosen mit Einfluss der China-Rosen: China-Rosen, Portland-Rosen, Bourbon-Rosen, Noisette-Rosen, Remontant-Rosen, Teerosen

### Moderne Rosen
- Bodendecker-Rosen (heute oft als „Kleinstrauchrosen“ bezeichnet)
- Englische Rosen, nicht offiziell als Klasse anerkannt (und Romantik-Rosen)
- Floribundarosen
- Moschus-Rosen (auch als „Moschata-Hybriden“ bezeichnet)
- Polyantha-Rosen
- Kletterrosen
- Rambler-Rosen
- Teehybriden
- Miniatur-Rosen (auch als „Zwergrosen“ bezeichnet)

Floribunda-Rosen und Polyantha-Rosen werden auch zur Gruppe der Büschelblütigen Rosen zusammengefasst.

## Einteilung nach Wuchsform und Verwendungsmöglichkeit
- Edel-Rosen (Wuchshöhe 60 bis 100 cm)
- Beet-Rosen, auch: Rabatten-Rosen (Wuchshöhe 60 bis 100 cm)
- Kleinstrauch-Rosen (Wuchshöhe 50 bis 120 cm)
- Strauch-Rosen (bis 250 cm), Einmalblühende Strauch-Rosen und Öfterblühende Strauch-Rosen
- Kletter-Rosen (bis über 10 m), hier auch: Stamm-Rosen und Kaskaden-Rosen, Rambler-Rosen
- Zwerg-Rosen (Wuchshöhe 30 bis 50 cm), auch: Miniatur-Rosen
- Bodendecker-Rosen, vielgestaltige Gruppe, nach Verwendungszweck zusammengefasst